# Płoszczad´ Lenina (stacja metra w Petersburgu)
Płoszczad´ Lenina (ros. Пло́щадь Ле́нина) – ósma stacja linii Kirowsko-Wyborskiej, znajdującego się w Petersburgu systemu metra.

## Charakterystyka
Stacja Płoszczad´ Lenina została oficjalnie otwarta dla ruchu pasażerskiego 1 czerwca 1958 roku i jest to stacja o typie pylonowym. Autorami projektu architektonicznego stacji są: A. K. Andriejew (А. К. Андреев) i J. N. Kozłow (Ю. Н. Козлов). Stacja znajduje się w pobliżu Dworca Fińskiego i początkowe plany zakładały, że będzie ona nosić nazwę Finlandskij wokzał (Финляндский вокзал). Ostatecznie postanowiono, że stacja zostanie nazwana Płoszczadzią Lenina (placem Lenina), od placu znajdującego się przed dworcem. Planowane było stworzenie dodatkowego bezpośredniego podziemnego przejścia między peronami dworca a stacją, jednak projekt ten nie został zrealizowany. Dwa wejścia prowadzą na wspomniany plac Lenina (zintegrowane z budynkiem dworcowym) oraz na ulice Komsomołu i Botkinską. Zgodnie z nazwą wystrój stacji związany być musiał z osobą Włodzimierza Lenina i jego powrotem do Piotrogrodu w lipcu 1917 roku. Ściany pokryte są u górze białą, a u dołu czarną ceramiką, pojawiają się także otoczone wieńcami daty "1958", oznaczające rok oddania stacji do użytku. Posadzki wyłożone są płytami z granitu, sklepieniu nadano formę półkolistą o barwie białej, na kolumnach umieszczono natomiast lampy. Ściany wykonane z marmuru. Na jednej ze ścian znajduje się mozaika poświęcona jednej z mów Lenina wygłoszonej w mieście w 1917 roku.
Płoszczad´ Lenina położony jest na głębokości 71 metrów, co czyni ją z jedną z najgłębszych stacji w mieście nad Newą. W obiegowej opinii mieszkańców dawnej stolicy, ten teren Petersburga uchodzi za najbardziej „leninowski” na świecie, gdyż w dawnym mieście Lenina (Leningradzie) w bliskiej odległości od siebie zgrupowano pomnik Włodzimierza Lenina, stojący na placu Lenina, przed dworcem związanym z Leninem, a pod powierzchnią dodatkowo umiejscowiono też stację metra, noszącą nie tylko imię Lenina, ale także będącą częścią systemu metra, które samo też nosiło imię Lenina, a metro to dodatkowo było odznaczone Orderem Lenina. Ruch pociągów na stacji odbywa się od godziny 5:46 do godziny 0:28 (Płoszczad´ Lenina-1) lub godziny 22:00 (Płoszczad´ Lenina-2) i w tym czasie jest ona otwarta dla pasażerów.